# Vrčin Dol
Vrčin Dol falu Horvátországban, Pozsega-Szlavónia megyében. Közigazgatásilag Pleterniceszentmiklóshoz tartozik.

## Fekvése
Pozsegától légvonalban 18, közúton 21 km-re délkeletre, községközpontjától légvonalban 9, közúton 9 km-re keletre, a Dilj-hegység völgyében fekszik. Négy és fél kilométeres makadámút köti össze a Pleternica-Bród főúttal.

## Története
A település valószínűleg már a középkorban is létezett, amikor út kötötte össze a szomszédos Brčnoval. Az 1545-ös török defter említi először. A török uralom idején katolikus horvátok lakták, egyúttal katolikus plébánia székhelye volt. A plébánia vezetését és a hívek lelki gondozását ferences szerzetesek látták el. A plébániát és a Szent Márton templomot 1581-ben, 1597-ben, 1660-ban és 1695-ben is említik.
1698-ban „Vercsendol” néven 6 portával szerepel a török uralom alól felszabadított szlavóniai települések összeírásában. A török alóli felszabadulás után a bécsi kamara birtoka volt. A 1760-ban 4 ház állt a településen.
Az első katonai felmérés térképén „Dorf Vercsin Dol” néven található. Lipszky János 1808-ban Budán kiadott repertóriumában „Verchindol” néven szerepel. Nagy Lajos 1829-ben kiadott művében „Verchindol” néven összesen 9 házzal, 83 katolikus vallású lakossal találjuk.
A településnek 1857-ben 45, 1910-ben 88 lakosa volt. 1910-ben a népszámlálás adatai szerint egy német kivételével teljes lakossága horvát anyanyelvű volt. Pozsega vármegye Pozsegai járásának része volt. Az első világháború után 1918-ban az új szerb-horvát-szlovén állam, majd később (1929-ben) Jugoszlávia része lett. 1991-ben teljes lakossága horvát nemzetiségű volt. A településnek 2011-ben mindössze 2 állandó lakosa volt, Milan Brezić és édesapja. 2017-ben már csak Milan Brezić élt itt. Mezőgazdasággal és állattartással foglalkozott.

## Lakossága
| Lakosság változása | Lakosság változása | Lakosság változása | Lakosság változása | Lakosság változása | Lakosság változása | Lakosság változása | Lakosság változása | Lakosság változása | Lakosság változása | Lakosság változása | Lakosság változása | Lakosság változása | Lakosság változása | Lakosság változása | Lakosság változása |
| ------------------ | ------------------ | ------------------ | ------------------ | ------------------ | ------------------ | ------------------ | ------------------ | ------------------ | ------------------ | ------------------ | ------------------ | ------------------ | ------------------ | ------------------ | ------------------ |
| 1857               | 1869               | 1880               | 1890               | 1900               | 1910               | 1921               | 1931               | 1948               | 1953               | 1961               | 1971               | 1981               | 1991               | 2001               | 2011               |
| 45                 | 52                 | 51                 | 60                 | 73                 | 88                 | 88                 | 77                 | 79                 | 79                 | 52                 | 37                 | 19                 | 6                  | 4                  | 2                  |

## Nevezetességei
Páduai Szent Antal tiszteletére szentelt kápolnája. A buki plébánia hívei Buk, Kalinić, Resnik és Szvinna falvakból immár több, mint száz éve a szent ünnepét követő vasárnap az erdőn és a hegyeken keresztül vezető gyalogösvényen elzarándokolnak ide.

## Híres emberek
Itt született 1762. október 12-én Marc Slivarich de Heldenbourg (eredeti nevén Marko Šljivarić) az osztrák, majd a francia császári sereg főtisztje, Heldenbourg bárója, Napóleon tábornoka.